# Botaurus pinnatus
Botaurus pinnatus là một loài chim trong họ Diệc.